# 天成山

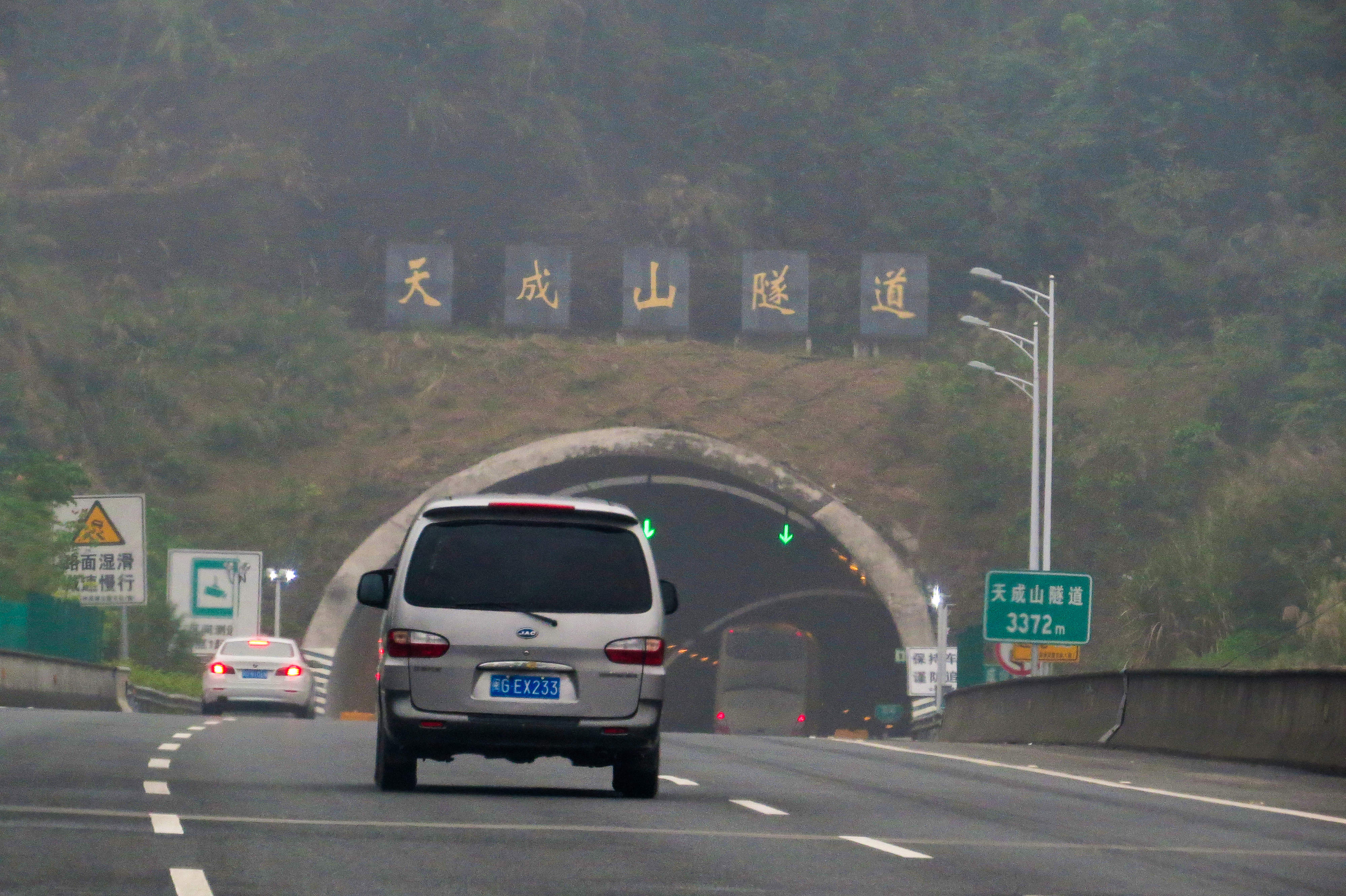
厦蓉高速公路天成山隧道

天成山，位于福建省长泰县的东南部，海拔342米，面积2.86平方公里，是长泰县“古八景”之一，有“双髻晴云”的美誉，也是长泰“新八景”之一。
宋著名理学家、时任漳州牧的朱熹曾慕名登山，留有咏天成山诗句。明天启年间，杨莹钟（广西左布政使）退回故里，开垦天成山30余年，逐渐形成山城奇景，香客骚人墨客络绎不绝。
從前天成山朝天岭驿道是闽粤沿海一带进京必经之路，战略位置显要，明将戚继光在此安营扎寨，抗击倭寇；清将耿精忠屯兵于此；郑成功及其子郑经大破漳州时，也屯兵此山。
1999年3月长泰县天成山寺管理委员会成立后，规划开发了“佛”字岩、观音洞等50多处景点。2007年11月，该项目转让给泛华生态产业有限公司开发，委托同济大学编制总体规划。目前已完成投资3000多万元，景区进入全面建设阶段，按照4A级景区的标准，采用原生态的建设方法，采取人力畜力相结合的方法，从厦门收购旧石条，雇用50多头骡子组成骡队拉石上山，修建登山步道。目前已修建旅游步道10公里、环山旅游公路7公里、停车场800平方米，景区、景点进行路线整合，一期工程计划于2009年对外开放。